# Панка
Панка (Клиновка, укр. Панка) — село в Украине, в составе Сторожинецкой городской общины Черновицкого района Черновицкой области.
Население по переписи 2022 года составляло 2469 человек. Почтовый индекс — 59006. Телефонный код — 3735. Код КОАТУУ — 7324584501.

## География
В селе речка Тисовец впадает в реку Серет. В селе расположен Клиновский парк, а рядом с селом находится ботанический памятник природы общегосударственного значения Урочище «Белка», а также ботанический заказник «Белка».

## История
По переписи 1900 года в селе Панка было 410 домов, проживало 2069 жителей (1926 украинцев, 3 румына, 140 немцев). Также были 2 фольварка общей площадью 3314 га, на территории которых находилось 29 домов и проживало 152 жителя (66 украинцев, 5 румын, 57 немцев и 24 поляка).
7 сентября 1946 года в рамках кампании по переименованию населённых пунктов, Указом ПВС УССР село Панка переименовано в Клиновку.
В 1995 г. селу возвращено историческое название.
17 июля 2020 года, в результате административно-территориальной реформы и ликвидации Сторожинецкого района, село вошло в состав Черновицкого района.